# Lasioglossum anomalum
Lasioglossum anomalum là một loài Hymenoptera trong họ Halictidae. Loài này được Rayment mô tả khoa học năm 1935.